# Burn (chanson de Deep Purple)
Pour les articles homonymes, voir Burn.
Burn est une chanson du groupe de hard rock britannique Deep Purple, parue en 1974 dans l'album du même nom. C'est le premier titre de la « Mark III » du groupe, avec David Coverdale comme chanteur principal.

## Interprétation en tournée
Burn est le premier titre joué lors des concerts de Deep Purple pendant les deux années suivant sa parution, prenant le relai de Highway Star[réf. souhaitée]. Elle est notamment utilisée en ouverture de la prestation du groupe au California Jam le 6 avril 1974, deux mois après sa sortie.
En 1977, un an après la séparation de Deep Purple, le chanteur principal d'alors David Coverdale, troisième à avoir endossé ce rôle dans le groupe, fonde Whitesnake. Il se produit notamment avec ses anciens camarades Jon Lord et Ian Paice. Whitesnake interprète plusieurs titres Deep Purple Mark III-IV, dont Burn, Mistreated, Might Just Take Your Life et Stormbringer.
Deep Purple finit par se réunir en 1984 en réintégrant son chanteur précédent, Ian Gillan. Ce dernier refuse[réf. souhaitée] par la suite d'interpréter les chansons de l'ère Coverdale, dont Burn. En 1991, lorsque Ian Gillan est brièvement remplacé par Joe Lynn Turner, Burn n'est toujours pas jouée. Les chansons de cette période restent ignorées par le groupe lors des prestations subséquentes.
Glenn Hughes interprète régulièrement la chanson Burn lors de ses propres concerts et avec son supergroupe Black Country Communion.

## Postérité
Dans une interview pour Billboard, le guitariste de renom Eddie Van Halen confie que le riff de Burn est l'un de ses préférés.

### Reprises
- 1994 : Riot dans l'album Nightbreaker
- 1998 : Soilwork dans l'album Steelbath Suicide (bonus)
- 2000 : Jørn Lande dans l'album Starfire
- 2003 : Cactus Jack dans l'album Deep Purple Tribute
- 2005 : Michael Angelo Batio dans l'album Hands Without Shadows
- 2007 : Jørn Lande dans l'album Unlocking the Past
- 2015 : Whitesnake dans The Purple Album

## Musiciens
- David Coverdale : chant
- Glenn Hughes : basse, chant
- Jon Lord : claviers (orgue Hammond, ARP Odyssey)
- Ritchie Blackmore : guitare
- Ian Paice : batterie